# Friedrich Geyer
Pour les articles homonymes, voir Geyer.
 (décembre 2023).
Si vous disposez d'ouvrages ou d'articles de référence ou si vous connaissez des sites web de qualité traitant du thème abordé ici, merci de compléter l'article en donnant les références utiles à sa vérifiabilité et en les liant à la section « Notes et références ».
Friedrich August Karl Geyer (né le 12 mars 1853 à Großenhain et mort le 22 janvier 1937 à Tharandt) est un homme politique allemand (SPD, USPD, KPD). 

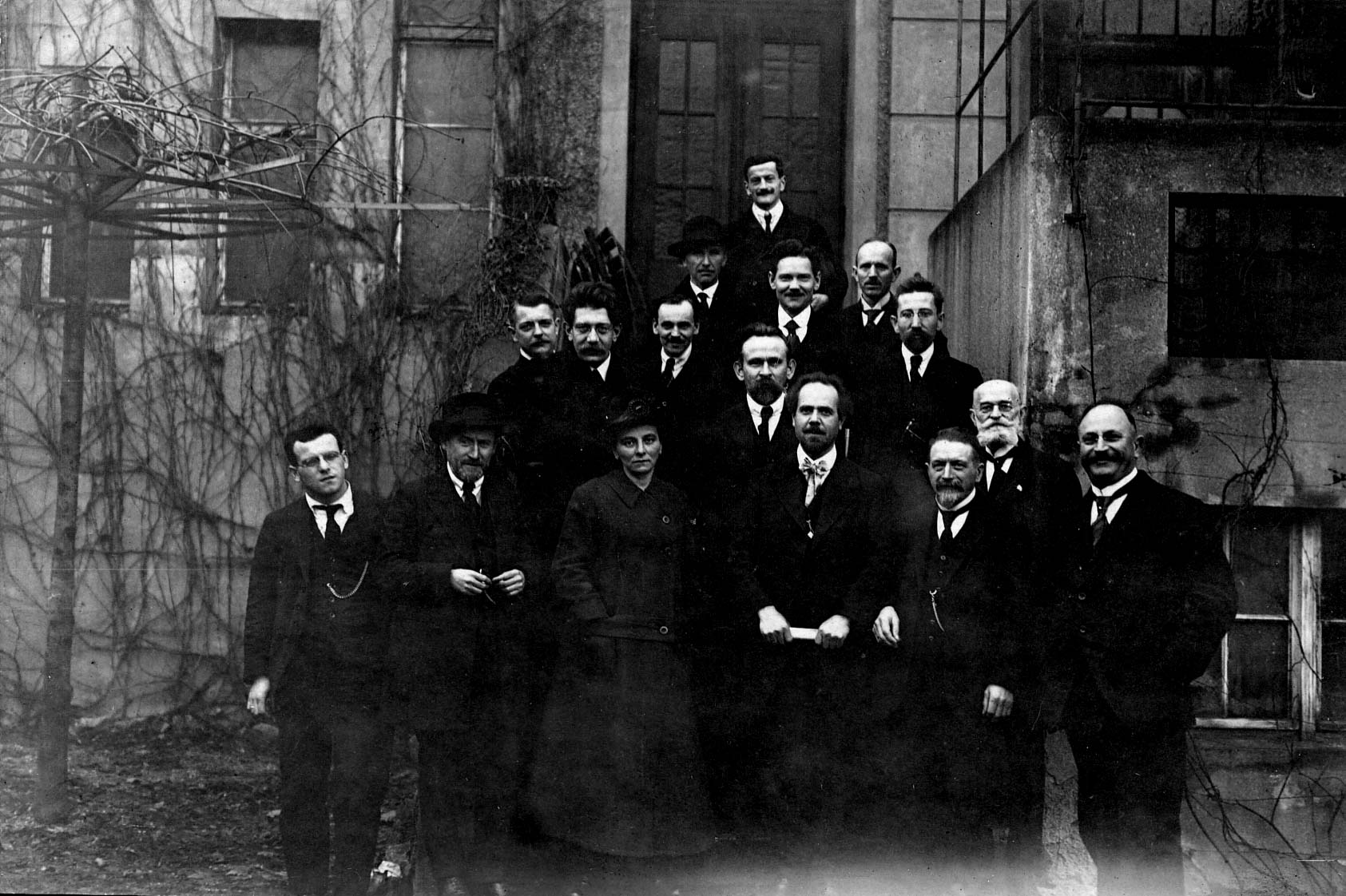
Photo de groupe des dirigeants de l'USPD au congrès de Leipzig de décembre 1919 (avec le délégué invité du SPÖ autrichien Friedrich Adler, quatrième à gauche). Sur la photo : Arthur Crispien, Wilhelm Dittmann, Lore Agnes, Richard Lipinski, Wilhelm Bock, Alfred Henke, Friedrich Geyer, Curt Geyer, Fritz Zubeil,Fritz Kunert, Georg Ledebour et Emanuel Wurm.

## Biographie
Friedrich Geyer est le fils d'un maître-boucher et apprend le métier de fabricant de cigares après avoir étudié à l'école primaire. Depuis 1882, il est indépendant en tant que fabricant de cigares. De 1890 à 1895, il est rédacteur en chef du magazine social-démocrate Wähler et du Leipziger Volkszeitung, puis jusqu'en 1918 du Tabakarbeiters. 
Geyer est marié, ses fils Fritz (de) et Curt (de), et sa belle-fille Anna sont également dans le domaine de la politique. La Friedrich-Geyer-Strasse à Meissen porte son depuis 1945. 

## Parti politique
Geyer est membre du parti social-démocrate depuis 1871, du Parti socialiste ouvrier depuis 1875 et du SPD à partir de 1890.Il est président de l'Association électorale social-démocrate de Leipzig du milieu des années 1890 à 1902 et membre de la commission centrale de contrôle d'octobre 1913 à 1916. Dans le conflit sur la politique de guerre, il quitte le SPD et rejoint l'USPD nouvellement fondé. À la fin de 1920, il participe dans un premier temps à l'unification de la majorité USPD avec le KPD pour former le VKPD, qu'il quitte après les disputes intra-partis au sujet de « l'Action de Mars » en 1921, et est élu au comité central de révision du parti lors du congrès du parti d'unification. Il rejoint d'abord le Groupe de travail communiste (KAG) pour revenir à l'USPD. Enfin, en 1922, il revient au SPD. 

## Parlementaire
De 1885 à 1897, Geyer est membre de la seconde chambre de la Diète du royaume de Saxe. Il est député au Reichstag en 1886/87 et de 1890 à 1918. En 1919/20, il est membre de l'Assemblée nationale de Weimar. Puis il est de nouveau membre du Reichstag jusqu'en 1924. Geyer fait partie de la minorité des 14 membres du groupe parlementaire SPD qui ont refusé de voter pour l'octroi de prêts de guerre à partir de 1915. 

## Autres mandats
Du 15 novembre 1918 au 16 janvier 1919, Geyer est ministre saxon des Finances au Conseil des représentants du peuple, également connu sous le nom de gouvernement populaire Lipinski en l'honneur de son président Richard Lipinski. 